# Ponta Delgada

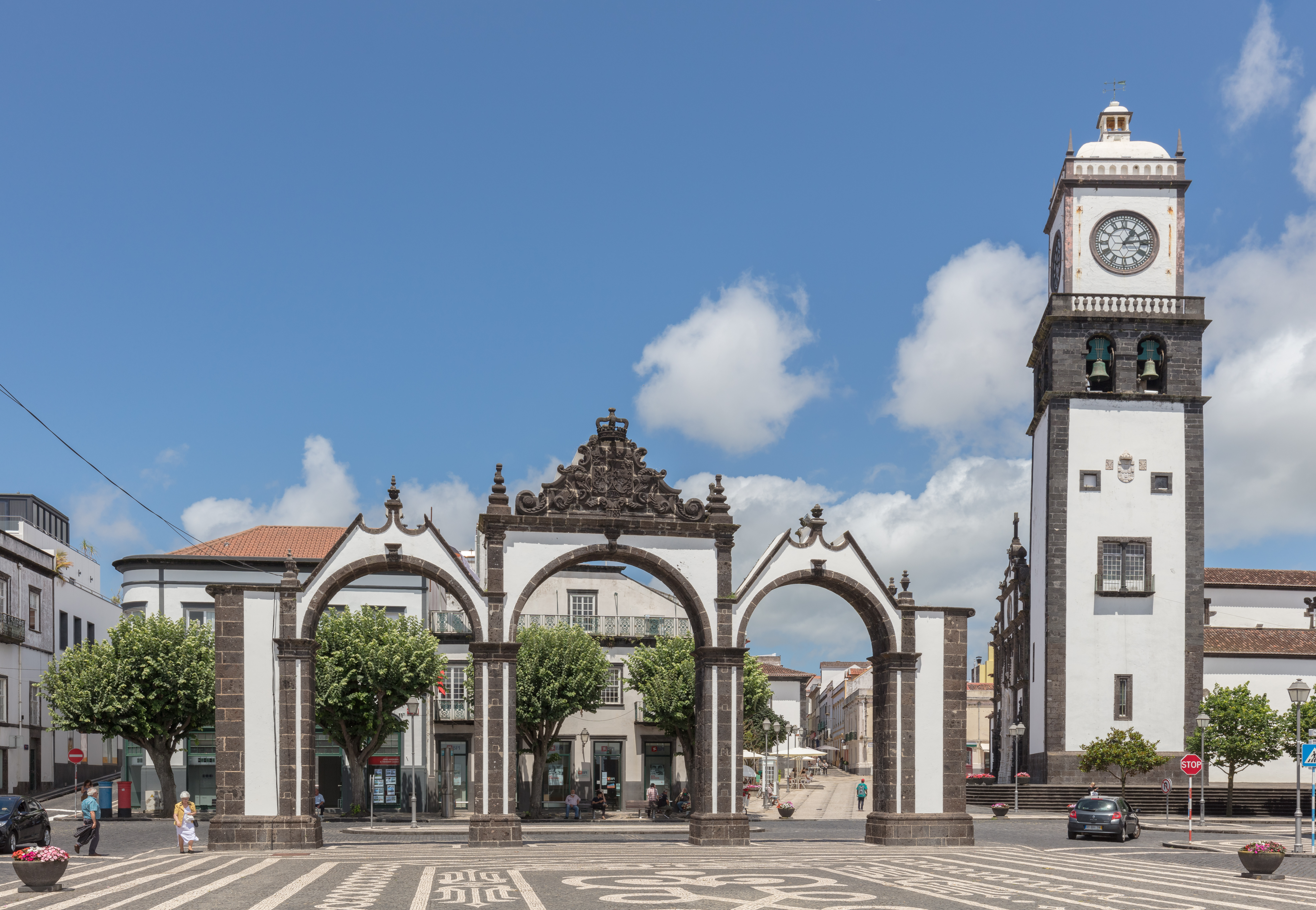
Portas da Cidade (Puertas de la Ciudad).

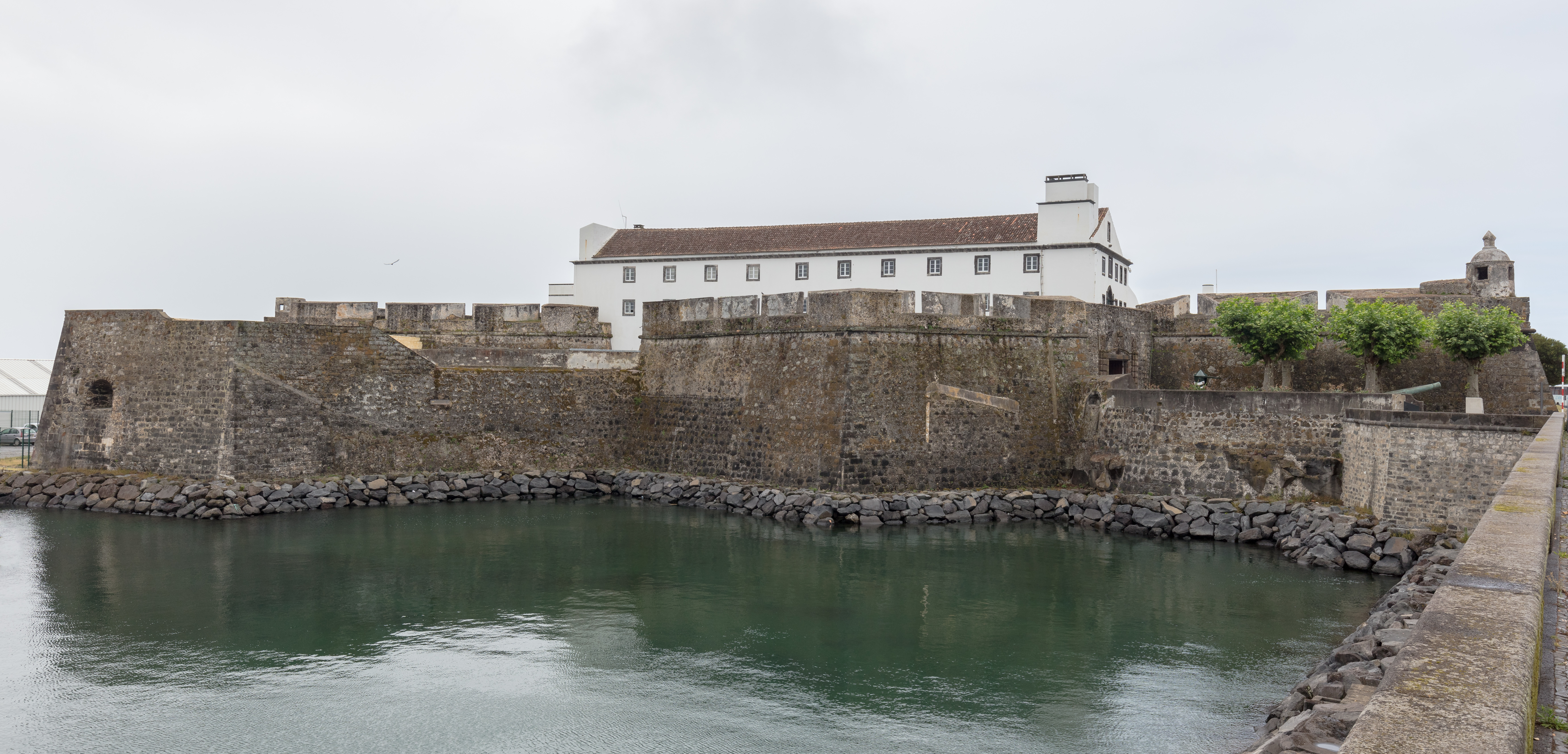
Fuerte de San Blas.

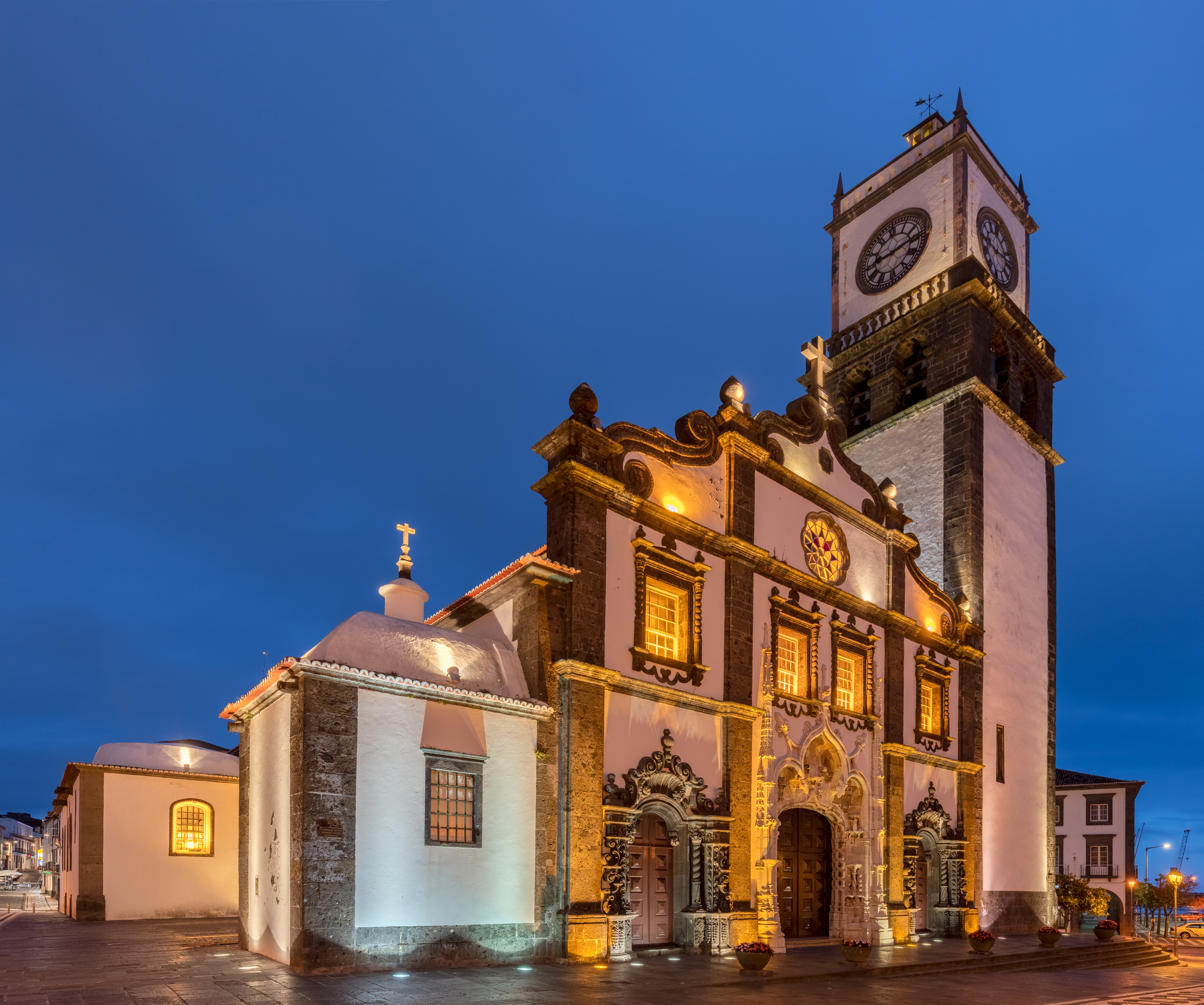
Iglesia de San Sebastián.

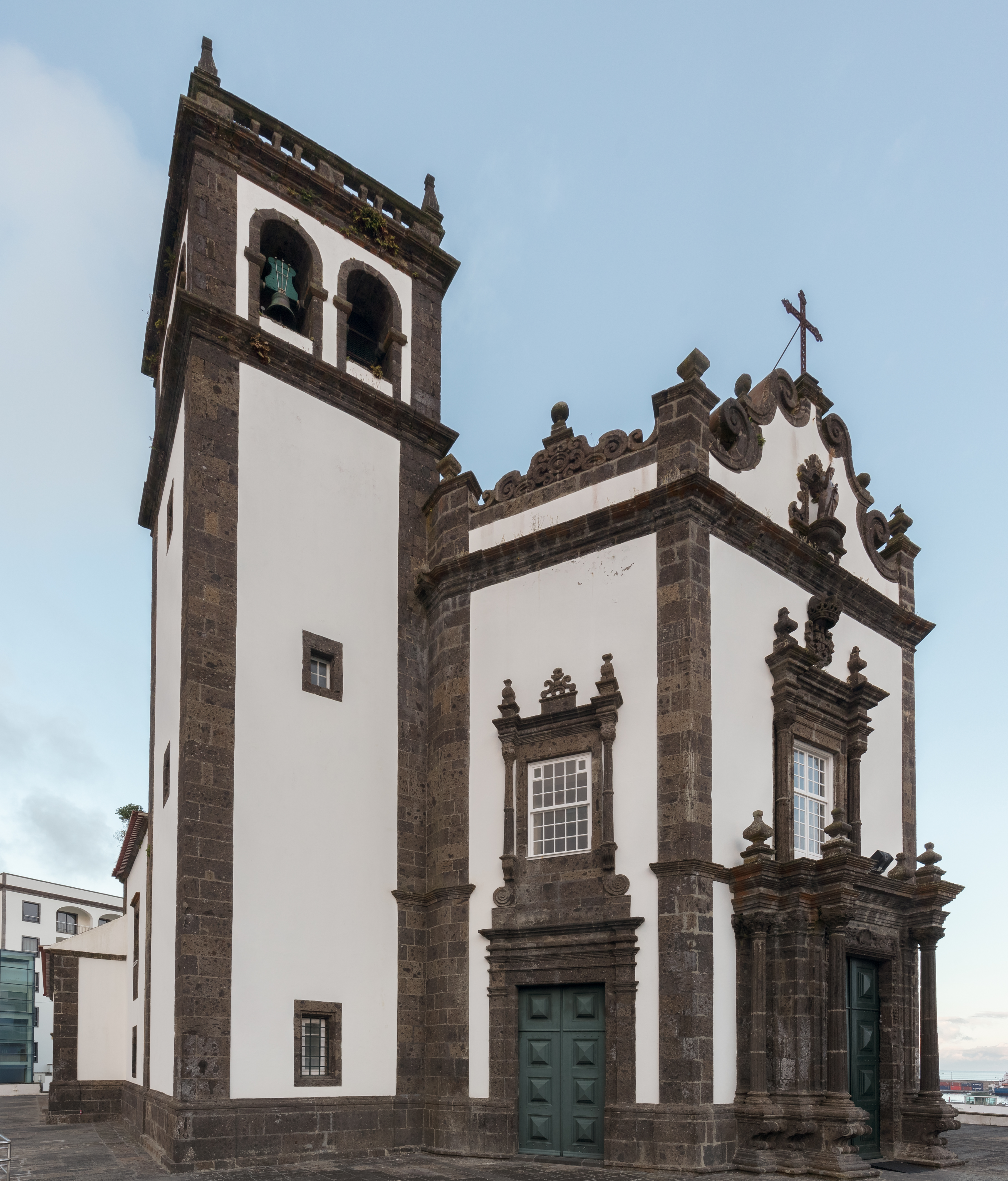
Iglesia de San Pedro.

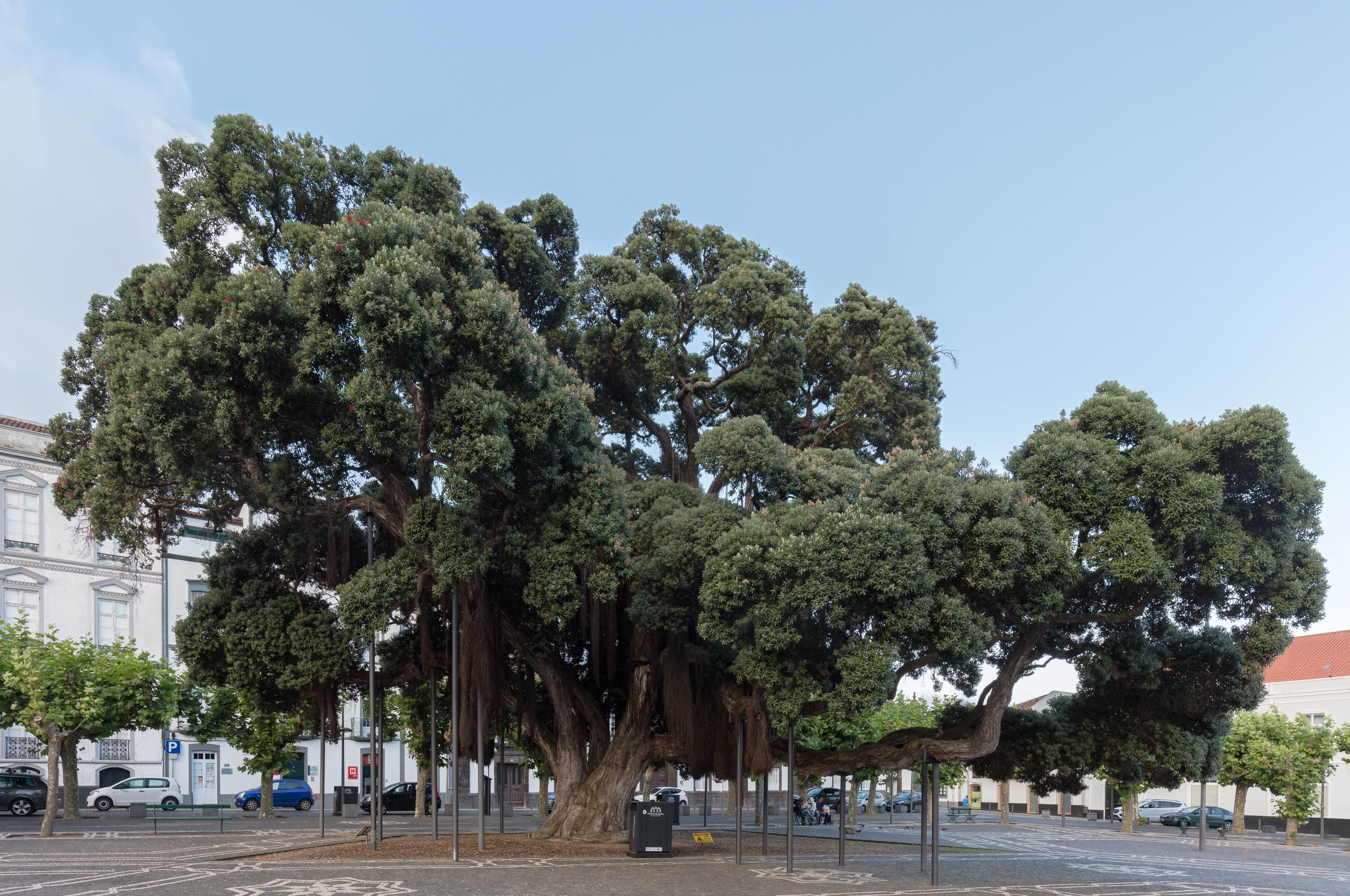
Ejemplar de pohutukawa (Metrosideros excelsa), Campo de San Francisco.

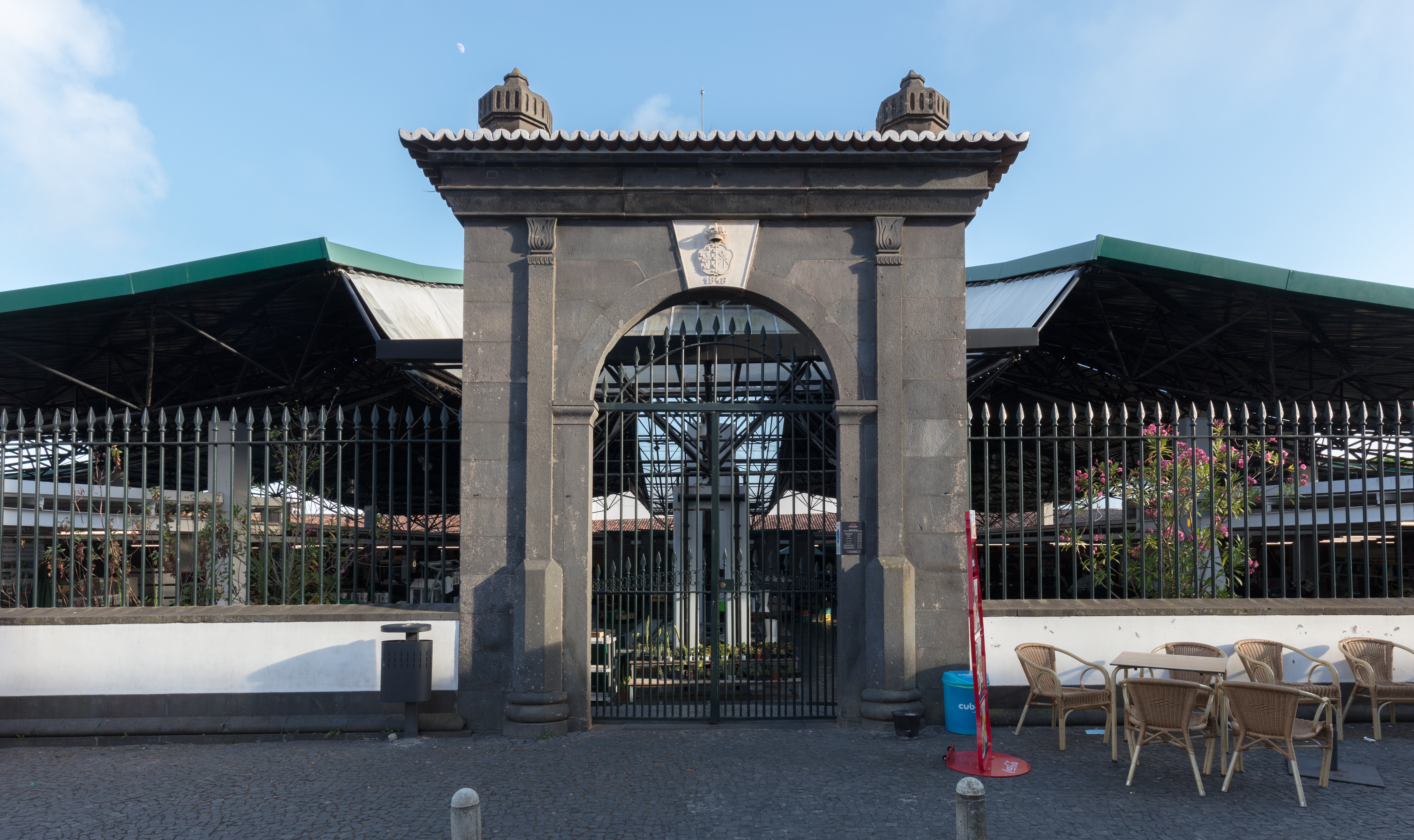
Mercado da Graça.

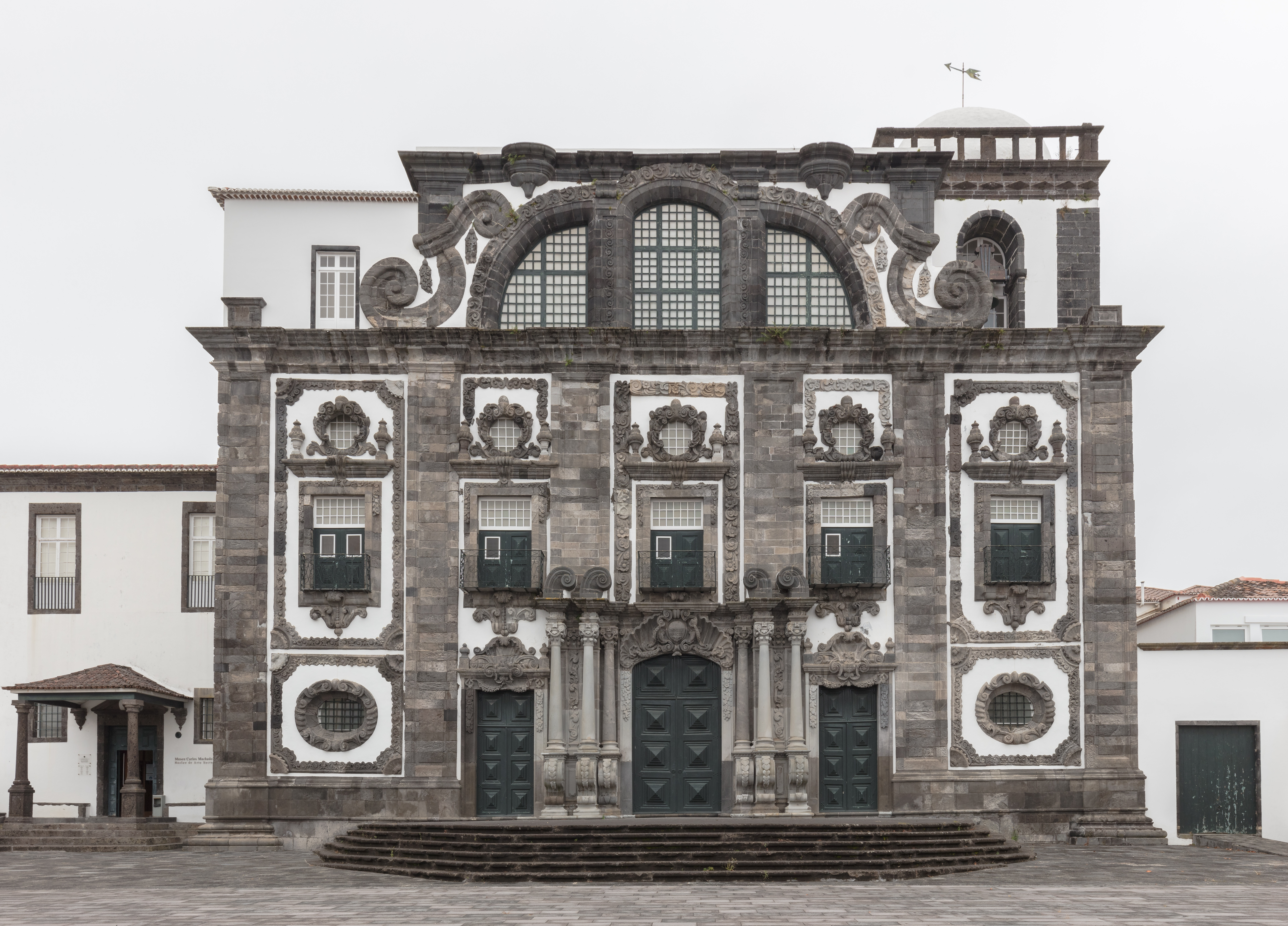
Iglesia del colegio de los Jesuitas, Ponta Delgada.

Ponta Delgada [ˈpõtɐ ˌðɛɫˈɣaðɐ]ⓘ (Punta Delgada) es una de las capitales de las Azores, un archipiélago portugués en medio del Atlántico. Comparte la capitalidad con Horta y Angra do Heroísmo. El Municipio tiene una superficie de 231,9 km² y una población total de 67 287 habitantes (2021), subdivididos en 24 freguesias. Se convirtió en capital de las Azores en 1546.

## Historia
Alrededor de 1450, Pero de Teive fundó un pequeño pueblo de pescadores que con el tiempo creció hasta Santa Clara.
Poblada desde 1444, la isla de San Miguel era un vasto territorio, con pequeños asentamientos dispersos, a excepción de Vila Franca do Campo, en la costa centro-sur, y la comunidad de Ponta Delgada.
Villa Franca había sido durante muchos años el centro de la isla, las Azores y el gobierno, pero muchos nobles y terratenientes despreciaron tener que estar subordinados al gobierno en esa ciudad (así de como muchos conflictos entre estos ciudadanos y los administradores en la costa sur). Los nobles enviaron en secreto una delegación, encabezada por Fernão Jorge Velho, para reunirse con el rey Manuel en Lisboa a petición de la comunidad que se había emancipado. En Abrantes, el rey Manuel de Portugal confirió el 29 de mayo de 1507 una carta puebla a Ponta Delgada. Del mismo modo, fue elevada a la condición de ciudad durante el reinado de João III de Portugal, por decreto del 2 de abril de 1546, después de que la primera capital de la isla (Vila Franca do Campo) fuera devastada por el terremoto de 1522.
La batalla naval de Ponta Delgada o batalla de San Miguel se libró el 26 de julio de 1582, frente a la costa, en el marco de la crisis de sucesión portuguesa 1580. Una expedición corsaria anglo-francesa navegaba contra España para defender el dominio portugués de las Azores al pretendiente Antonio, Prior de Crato y para defender las islas desde la incorporación al Imperio español (que constituía la mayor fuerza francesa enviada al extranjero antes de Luis XIV ).
Durante el siglo XIX, el municipio experimentó su mayor impulso de la actividad económica, con la canalización de las exportaciones de cítricos al Reino Unido, el crecimiento de las empresas de propiedad extranjera en el centro histórico y de los comerciantes judíos, muchos de ellos después de 1818.
A principios del siglo XX, la posición de Ponta Delgada fue relativamente alta, a pesar de la importancia cambiante de las economías rurales fue recortando distancia en su crecimiento. Pero sigue siendo el lugar central en la economía y la jerarquía del archipiélago de las Azores.

## Población
| Población de Ponta Delgada (1849 – 2011) | Población de Ponta Delgada (1849 – 2011) | Población de Ponta Delgada (1849 – 2011) | Población de Ponta Delgada (1849 – 2011) | Población de Ponta Delgada (1849 – 2011) | Población de Ponta Delgada (1849 – 2011) | Población de Ponta Delgada (1849 – 2011) | Población de Ponta Delgada (1849 – 2011) |       |
| ---------------------------------------- | ---------------------------------------- | ---------------------------------------- | ---------------------------------------- | ---------------------------------------- | ---------------------------------------- | ---------------------------------------- | ---------------------------------------- | ----- |
| 1849                                     | 1900                                     | 1930                                     | 1960                                     | 1981                                     | 1991                                     | 2001                                     | 2004                                     | 2011  |
| 31344                                    | 52120                                    | 54790                                    | 74306                                    | 63804                                    | 61989                                    | 65854                                    | 64516                                    | 68809 |

## Geografía

### Clima
El clima del municipio, al igual que el resto de las Azores, se forma por la corriente del Golfo que permite una pequeña variación de las temperaturas, con una temperatura anual que oscila entre 15 °C y 23 °C. La corriente del Golfo también contribuye a un clima inestable que varía mucho durante el otoño y la primavera, por lo que las previsiones meteorológicas sobre una base diaria son difíciles. Los niveles de humedad son lo suficientemente significativos (por lo general de más de 80%) que las fluctuaciones de las temperaturas se sienten comparables a las experimentadas en los lugares en latitudes similares.
Según la clasificación climática de Köppen, las Islas Azores tienen un clima oceánico (Cfb), es decir, temperaturas suaves y abundantes precipitaciones pues se localizan en medio del océano Atlántico, en particular cerca de las costas occidentales del continente europeo. Los inviernos son suaves (14-15 °C)y los veranos frescos (20-22 °C) con una oscilación térmica anual baja (7,8 °C en el periodo 1981-2010). Las precipitaciones son abundantes (1052 mm./año) y bien distribuidas, pero con máximos en invierno (159 mm. en diciembre), frente a los 28 mm de julio.
| Parámetros climáticos promedio de Afonso Chaves Observatorio, Ponta Delgada (normales 1981–2010) | Parámetros climáticos promedio de Afonso Chaves Observatorio, Ponta Delgada (normales 1981–2010) | Parámetros climáticos promedio de Afonso Chaves Observatorio, Ponta Delgada (normales 1981–2010) | Parámetros climáticos promedio de Afonso Chaves Observatorio, Ponta Delgada (normales 1981–2010) | Parámetros climáticos promedio de Afonso Chaves Observatorio, Ponta Delgada (normales 1981–2010) | Parámetros climáticos promedio de Afonso Chaves Observatorio, Ponta Delgada (normales 1981–2010) | Parámetros climáticos promedio de Afonso Chaves Observatorio, Ponta Delgada (normales 1981–2010) | Parámetros climáticos promedio de Afonso Chaves Observatorio, Ponta Delgada (normales 1981–2010) | Parámetros climáticos promedio de Afonso Chaves Observatorio, Ponta Delgada (normales 1981–2010) | Parámetros climáticos promedio de Afonso Chaves Observatorio, Ponta Delgada (normales 1981–2010) | Parámetros climáticos promedio de Afonso Chaves Observatorio, Ponta Delgada (normales 1981–2010) | Parámetros climáticos promedio de Afonso Chaves Observatorio, Ponta Delgada (normales 1981–2010) | Parámetros climáticos promedio de Afonso Chaves Observatorio, Ponta Delgada (normales 1981–2010) | Parámetros climáticos promedio de Afonso Chaves Observatorio, Ponta Delgada (normales 1981–2010) |
| Mes                                                                                              | Ene.                                                                                             | Feb.                                                                                             | Mar.                                                                                             | Abr.                                                                                             | May.                                                                                             | Jun.                                                                                             | Jul.                                                                                             | Ago.                                                                                             | Sep.                                                                                             | Oct.                                                                                             | Nov.                                                                                             | Dic.                                                                                             | Anual                                                                                            |
| ------------------------------------------------------------------------------------------------ | ------------------------------------------------------------------------------------------------ | ------------------------------------------------------------------------------------------------ | ------------------------------------------------------------------------------------------------ | ------------------------------------------------------------------------------------------------ | ------------------------------------------------------------------------------------------------ | ------------------------------------------------------------------------------------------------ | ------------------------------------------------------------------------------------------------ | ------------------------------------------------------------------------------------------------ | ------------------------------------------------------------------------------------------------ | ------------------------------------------------------------------------------------------------ | ------------------------------------------------------------------------------------------------ | ------------------------------------------------------------------------------------------------ | ------------------------------------------------------------------------------------------------ |
| Temp. máx. abs. (°C)                                                                             | 21.2                                                                                             | 21.0                                                                                             | 22.4                                                                                             | 23.5                                                                                             | 24.5                                                                                             | 27.4                                                                                             | 29.0                                                                                             | 29.0                                                                                             | 29.1                                                                                             | 26.7                                                                                             | 26.5                                                                                             | 22.4                                                                                             | 29.1                                                                                             |
| Temp. máx. media (°C)                                                                            | 17.3                                                                                             | 17.1                                                                                             | 17.6                                                                                             | 18.4                                                                                             | 19.7                                                                                             | 21.9                                                                                             | 24.3                                                                                             | 25.7                                                                                             | 24.7                                                                                             | 22.3                                                                                             | 19.8                                                                                             | 18.2                                                                                             | 20.6                                                                                             |
| Temp. media (°C)                                                                                 | 14.8                                                                                             | 14.4                                                                                             | 15.0                                                                                             | 15.6                                                                                             | 16.9                                                                                             | 19.1                                                                                             | 21.3                                                                                             | 22.6                                                                                             | 21.8                                                                                             | 19.6                                                                                             | 17.2                                                                                             | 15.7                                                                                             | 17.8                                                                                             |
| Temp. mín. media (°C)                                                                            | 12.4                                                                                             | 11.7                                                                                             | 12.4                                                                                             | 12.8                                                                                             | 14.1                                                                                             | 16.3                                                                                             | 18.4                                                                                             | 19.5                                                                                             | 18.8                                                                                             | 16.8                                                                                             | 14.6                                                                                             | 13.1                                                                                             | 15.1                                                                                             |
| Temp. mín. abs. (°C)                                                                             | 5.0                                                                                              | 5.2                                                                                              | 5.4                                                                                              | 6.9                                                                                              | 7.9                                                                                              | 9.2                                                                                              | 11.5                                                                                             | 12.0                                                                                             | 12.0                                                                                             | 10.1                                                                                             | 7.1                                                                                              | 6.2                                                                                              | 5.0                                                                                              |
| Precipitación total (mm)                                                                         | 111.5                                                                                            | 95.2                                                                                             | 98.6                                                                                             | 83.3                                                                                             | 70.2                                                                                             | 45.9                                                                                             | 28.1                                                                                             | 47.3                                                                                             | 87.9                                                                                             | 109.6                                                                                            | 116.0                                                                                            | 158.9                                                                                            | 1052.5                                                                                           |
| Días de precipitaciones (≥ 1 mm)                                                                 | 13.1                                                                                             | 11.5                                                                                             | 11.8                                                                                             | 9.8                                                                                              | 9.2                                                                                              | 7.0                                                                                              | 5.1                                                                                              | 6.5                                                                                              | 9.9                                                                                              | 12.0                                                                                             | 12.9                                                                                             | 15.4                                                                                             | 124.2                                                                                            |
| Horas de sol                                                                                     | 97                                                                                               | 103                                                                                              | 120                                                                                              | 141                                                                                              | 174                                                                                              | 163                                                                                              | 208                                                                                              | 213                                                                                              | 175                                                                                              | 142                                                                                              | 109                                                                                              | 93                                                                                               | 1738                                                                                             |
| Humedad relativa (%)                                                                             | 82                                                                                               | 82                                                                                               | 81                                                                                               | 79                                                                                               | 80                                                                                               | 80                                                                                               | 78                                                                                               | 79                                                                                               | 80                                                                                               | 80                                                                                               | 82                                                                                               | 83                                                                                               | 80.5                                                                                             |
| Fuente n.º 1: Instituto Português do Mar e da Atmosfera                                          |                                                                                                  |                                                                                                  |                                                                                                  |                                                                                                  |                                                                                                  |                                                                                                  |                                                                                                  |                                                                                                  |                                                                                                  |                                                                                                  |                                                                                                  |                                                                                                  |                                                                                                  |
| Fuente n.º 2: NOAA (humedad y horas de sol 1961-1990)                                            |                                                                                                  |                                                                                                  |                                                                                                  |                                                                                                  |                                                                                                  |                                                                                                  |                                                                                                  |                                                                                                  |                                                                                                  |                                                                                                  |                                                                                                  |                                                                                                  |                                                                                                  |

### Organización territorial
Las freguesias de Ponta Delgada son las siguientes:
- Ajuda da Bretanha
- Arrifes
- Candelária
- Capelas
- Covoada
- Fajã de Baixo
- Fajã de Cima
- Fenais da Luz
- Feteiras
- Ginetes
- Livramento
- Mosteiros
- Pilar da Bretanha
- Relva
- Remédios
- Santa Bárbara
- Santa Clara
- Santo António
- São José
- São Pedro
- São Roque
- São Sebastião (Ponta Delgada), anteriormente Matriz (Ponta Delgada)
- São Vicente Ferreira
- Sete Cidades

## Monumentos y lugares de vírgenes
El barrio histórico de Ponta Delgada se sitúa detrás de la Avenida do Infante dom Enrique, un gran paseo con aceras pavimentadas en color negro y blanco que rodea el puerto. Sus enmarañadas calles están jalonadas de bellas casas de los siglos XVII a XIX. Los puntos de interés más destacados en Ponta Delgada son:
- Portas da Cidade: Las icónicas puertas triples que marcan la entrada al centro histórico, símbolo de Ponta Delgada.
- Igreja Matriz de São Sebastião: Majestuosa iglesia del siglo XVI con una fachada impresionante y dllados interiores barrocos.
- Mercado da Graça: Un mercado vibrante donde puedes encontrar productos locales frescos, desde frutas y verduras hasta quesos y mariscos.
- Fortaleza de São Brás: Fortaleza del siglo XVI que ofrece vistas panorámicas del mar y una visión de la historia militar de la isla.
- Jardim António Borges: Un extenso jardín botánico que es perfecto para un paseo relajante entre plantas exóticas y árboles centenarios.
- Museu Carlos Machado: Museo dedicado a la historia natural, la artesanía y el arte de Azores, alojado en

## Criminalidad
Ponta Delgada y las Azores en general han experimentado un deterioro significativo de la seguridad pública desde 2020, marcando un cambio dramático desde su estatus histórico como la región más segura de Portugal. El municipio registró 3.188 casos criminales en 2023, representando el 32,6% de toda la criminalidad en el archipiélago de las Azores.

### Tendencias actuales
La región de las Azores registró una tasa de criminalidad de 40,6 por mil habitantes en 2023, significativamente por encima de la media nacional portuguesa de 35,0. Esto representa una inversión para unas islas que mantuvieron algunas de las tasas de criminalidad más bajas de Europa durante las décadas de 2000 y 2010.
La criminalidad violenta alcanzó 255 incidentes en las Azores en 2023, marcando un aumento del 23% respecto al año anterior. Los delitos más comunes incluyen violencia doméstica (821 casos), robo de vehículos (517 casos) y tráfico de drogas (257 casos).
Los residentes reportan un deterioro visible en la calidad de vida diaria, con el consumo abierto de drogas volviéndose común en las calles de Ponta Delgada e incidentes repetidos de delitos contra la propiedad. El número de personas sin hogar ha aumentado dramáticamente, con reportes de acoso agresivo por parte de individuos que piden dinero.

### Tráfico de drogas
Las Azores han emergido como un centro crítico en las operaciones de tráfico transatlántico de cocaína. Organizaciones criminales de Serbia, Montenegro, Rusia y Sudamérica han establecido las islas como "bases de apoyo técnico" para el contrabando marítimo de drogas entre Sudamérica y Europa.
Las principales incautaciones de drogas han incluido más de 840 kilogramos de cocaína y operaciones valoradas en 300 millones de euros, con redes criminales operando rutas sofisticadas de yates y veleros que explotan la posición estratégica de las Azores y sus extensas líneas costeras.

### Factores económicos y sociales
Las Azores enfrentan el mayor riesgo de pobreza de Portugal con un 31,4%, con privación material y social severa afectando al 12% de los residentes, el doble de la media nacional. La tasa de desempleo del 6,5% se combina con la tasa de empleabilidad más baja del país del 73,5%, creando condiciones que la investigación identifica como predictivas del aumento de las tasas de criminalidad.
Un factor significativo involucra a individuos deportados de Estados Unidos y Canadá por delitos que regresan a las Azores con oportunidades económicas limitadas y, en algunos casos, conexiones establecidas con redes criminales. Esta población frecuentemente carece de oportunidades de empleo local y sistemas de apoyo social, contribuyendo a la reincidencia y la importación de metodologías criminales norteamericanas.

### Desafíos de las fuerzas del orden
Los residentes reportan una ausencia virtual de patrullas a pie en Ponta Delgada, con presencia policial limitada a pasos ocasionales de coches patrulla que raramente resultan en compromiso proactivo con problemas a nivel de calle. La falta de vigilancia comunitaria ha creado un ambiente donde el consumo abierto de drogas, la mendicidad agresiva y la delincuencia menor operan con aparente impunidad.
La geografía de las islas crea desafíos únicos para las fuerzas del orden, con recursos forenses e investigativos limitados cubriendo extensas líneas costeras en múltiples islas. La dependencia de Portugal continental para investigaciones criminales especializadas crea retrasos que permiten a las redes criminales establecer raíces locales más profundas.

## Ciudades hermanadas
- Fall River, Massachusetts,  Estados Unidos.